# カズングラ橋
カズングラ橋（英: Kazungula bridge）は、アフリカ大陸南部のザンビアとボツワナの国境のザンベジ川に架かる鉄道道路併用橋である。

## 建設の経緯

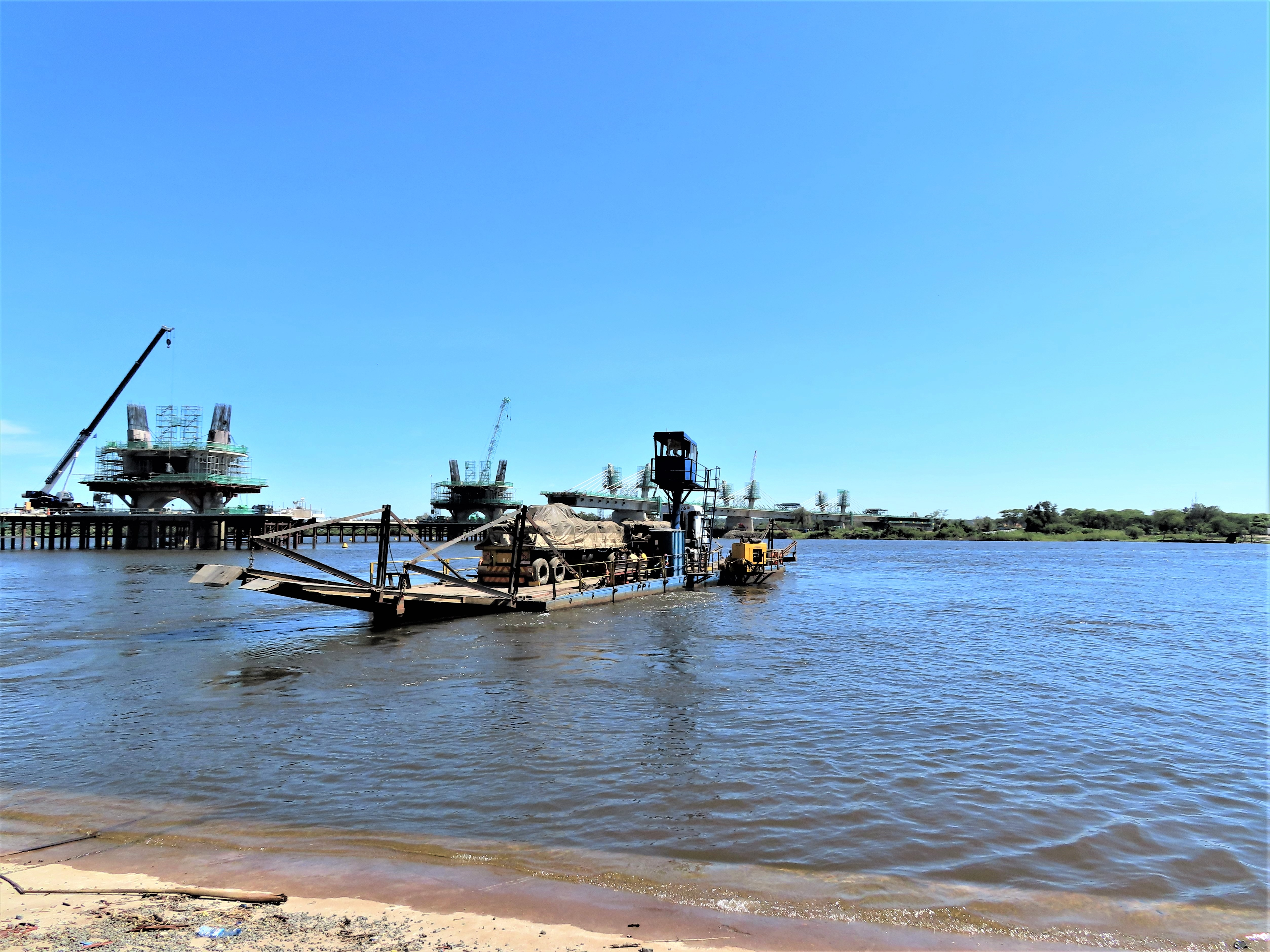
ポンツーンと、建設中のカズングラ橋

ザンビアと、ザンベジ川の対岸にあるナミビア、ボツワナ、ジンバブエの各国は南部アフリカ開発共同体（SADC）に加盟しており、ザンベジ川を渡る南北の輸送ルートはSADCの経済発展のために重要である。従来、物流トラックがザンベジ川を渡る手段はザンビア－ジンバブエ国境のチルンド橋、ヴィクトリアフォールズ橋およびザンビア－ボツワナの国境のカズングラ・フェリーに限られていた。橋を渡るルートでは山岳地帯を経由することから所要時間が伸び、国境での税関手続きでも長い時間を要していた。そのため多くの車両がフェリーを利用したが、この船はポンツーンと呼ばれる小型の艀のようなもので、一度に運ぶことのできる車両は3～4台ほど。1日の渡河可能車両台数は80～100台程度に限られ慢性的な渋滞が生じていた。ダイヤモンドの鉱物資源に恵まれたボツワナはザンビアに比べ経済水準が高く、ザンビアからボツワナへの出稼ぎや行商の人の流れも多かった。日本政府はザンベジ川架橋のマンゴチ橋とチルンド橋の建設協力を実施しており、ドイツもカティマムリロ橋の建設への資金協力を決定している。SADCの承認プロジェクトであるカズングラ橋はカナダ国際開発庁により1987年と1992年に調査が行われたが、事業化には至らなかった。しかしカズングラ橋の建設は両国の最重要プロジェクトに位置付けられており、1998年12月にボツワナ政府、翌1999年1月にはザンビア政府から日本政府に対し、フィジビリティスタディの要請があった。これを受け、国際協力機構（JICA）は1999年11月に事前調査団を派遣した。ただし、その時には実施細則に関してボツワナ政府の了承が得られておらず、署名交換は2000年2月に、ザンビアのリヴィングストンで行われた。
2014年12月に着工。6年半の歳月をかけ、2021年5月10日に開通した。ザンビアから南アフリカ共和国のダーバン港を経由した銅の輸出、南アからザンビアへの食料品や生活用品の輸送の時間短縮だけでなく、国境の通過待機中のトラック運転手を相手にした売春が減少することによる、HIVの蔓延防止効果も期待される。
総工費は2億5900万ドルで、主に日本の政府開発援助（円借款）とアフリカ開発銀行の協調融資でまかなわれた。

## 構造

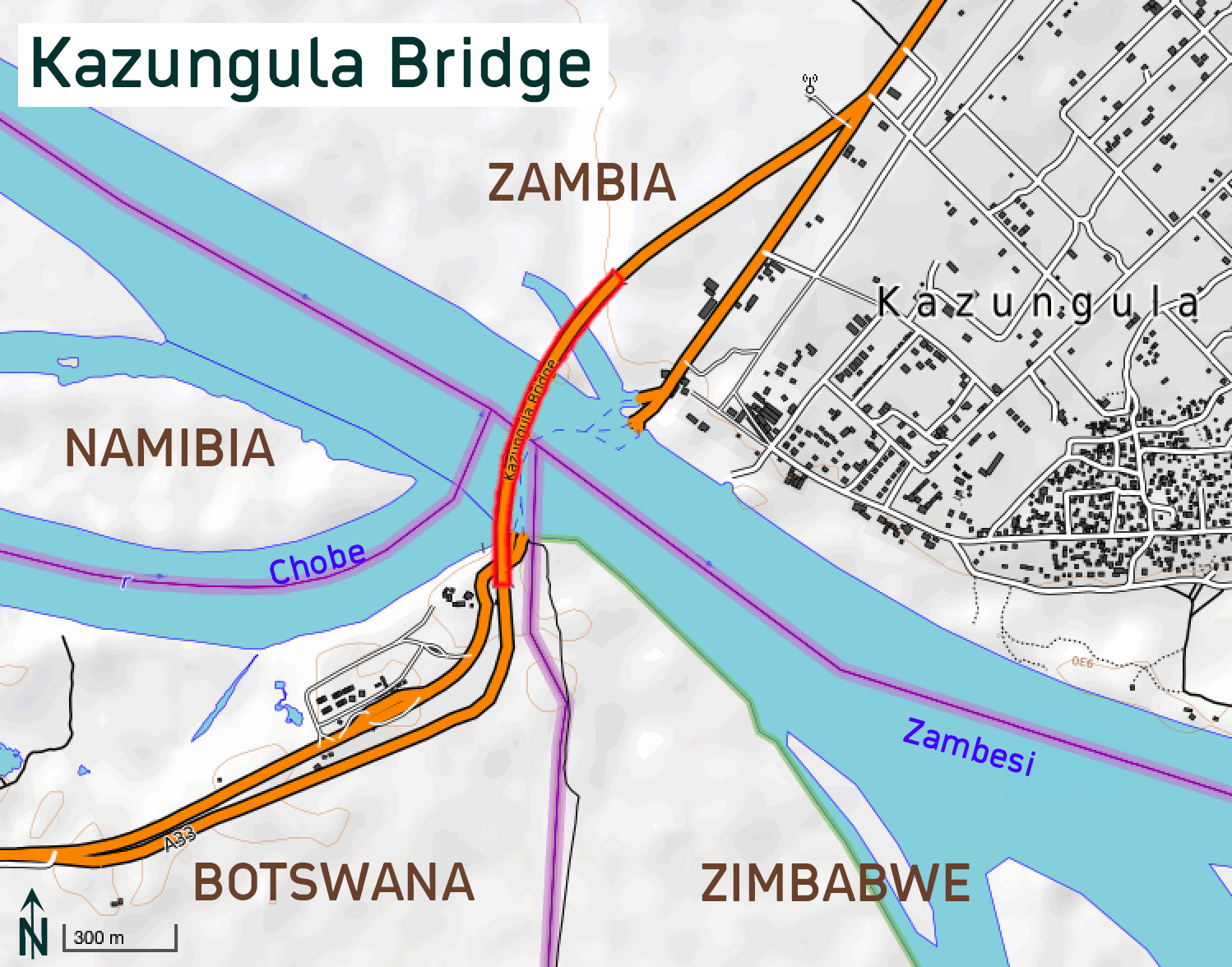
右岸（南側）のジンバブエとナミビアに挟まれたボツワナとザンビアとの国境を通すため、西に大きくカーブしている

現地は四国国境に近似した地理的条件を有し、ジンバブエとナミビアの間でボツワナとザンビアが接するのはわずか300mほどである。川幅は600mほどであるが、ジンバブエの大統領のロバート・ムガベが架橋計画に難色を示したことから、ジンバブエ領を避けるため橋は西に湾曲し、橋の全長は当初計画の700mほどから923mになった。橋梁形式はエクストラドーズド橋。車道は往復各1車線で、両側に歩道、中央分離帯部に単線の鉄道線路が設けられる。この鉄道はボツワナのモセツェとザンビアのリヴィングストンを結ぶ、モセツェ-カズングラ-リビングストン鉄道の一部となる計画である。
橋梁の建設工事は韓国の大宇建設が受注。出国時と入国時にそれぞれ必要だった税関や検疫の手続きを一度に行えるワンストップボーダーポイントが設けられ、ボツワナ側は中国の中江国際とボツワナのUnik Construction Engineeringの合弁会社Zhong Gan Engineering Construction、ザンビア側は、中国の安徽省外経建設が建設を行った。
左岸にはザンビア領カズングラ、右岸には同名の村のボツワナ領カズングラがあり、その西方6kmほどの都市カサネにはカサネ国際空港がある。